# 馬龍尼禮天主教海法暨聖地總教區
馬龍尼禮天主教海法暨聖地總教區 （拉丁語：Archieparchia Ptolemaidensis Maronitarum in Terra Sancta）是一個位於以色列的東儀天主教教區（馬龍尼禮教會），直屬宗主教。
教區成立於1996年6月8日。2007年有教友7,000人、六個堂區、十一名司鐸。現任教區總主教為穆薩‧哈吉。